# Pseudopristilophus
Pseudopristilophus là một chi bọ cánh cứng trong họ 
Elateridae.
Chi này được miêu tả khoa học năm 1930 bởi Méquignon.

## Các loài
Các loài trong chi này gồm:
- Pseudopristilophus alineae Piguet, 2005
- Pseudopristilophus alluaudi Fleutiaux, 1933
- Pseudopristilophus amaurus Candeze
- Pseudopristilophus attenuatus (Boheman, 1851)
- Pseudopristilophus aurulentus (Candeze)
- Pseudopristilophus badius Laurent, 1974
- Pseudopristilophus descarpentriesi Fleutiaux, 1933
- Pseudopristilophus famulus Germar
- Pseudopristilophus girardi Piguet, 2005
- Pseudopristilophus leptus (Candeze)
- Pseudopristilophus longus (Candèze, 1889)
- Pseudopristilophus macilentus (Candeze)
- Pseudopristilophus madagascariensis Fleutiaux
- Pseudopristilophus mocquerysi Fleutiaux
- Pseudopristilophus mucronatus (Candeze)
- Pseudopristilophus pellos Germar
- Pseudopristilophus peringueyi (Candèze, 1889)
- Pseudopristilophus piciventris (Candèze, 1889)
- Pseudopristilophus pseudalaus Candeze
- Pseudopristilophus rhomalocerus Candeze
- Pseudopristilophus rubripennis (Boheman, 1851)
- Pseudopristilophus sericans Germar
- Pseudopristilophus sericans (Germar, 1843)
- Pseudopristilophus servus Germar
- Pseudopristilophus sicardi Fleutiaux, 1933
- Pseudopristilophus summus (Candèze, 1881)
- Pseudopristilophus velutinipes Candeze